# Annulaire (anatomie)

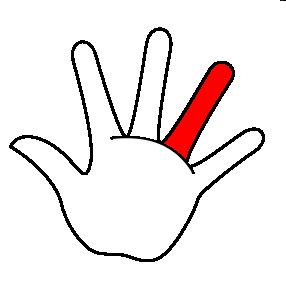
Annulaire de la main gauche

Pour les articles homonymes, voir Annulaire.
L'annulaire est le quatrième  doigt de la main chez l'être humain et les grands singes, situé entre le majeur et l'auriculaire. Son nom vient du fait que dans certaines cultures, c'est à ce doigt que l'on porte le plus souvent un anneau, et en particulier une alliance à la suite du mariage.

## Biologie
L'annulaire est le premier doigt à se former lors du développement du fœtus[réf. nécessaire]. 
Grâce à l'indice de Manning, le rapport entre la longueur de l'index et celle de l'annulaire permet de déterminer directement le sexe d'un individu.
Cela a permis à une équipe du CNRS de déterminer l'appartenance sexuelle des empreintes de mains retrouvées dans les grottes préhistoriques de Gua Masri, à Bornéo, et de la  grotte Cosquer, près de Marseille.

## Croyance
Selon une croyance égyptienne, une veine, Vena Amoris (« veine de l'amour »), relierait l'annulaire de la main gauche directement au cœur (le chakra du cœur plus précisément). Cette croyance a été reprise par les Grecs puis transmise par les Romains jusqu'à nous, raison pour laquelle l'annulaire de la main gauche est utilisé pour porter la bague de mariage[réf. nécessaire].